# Toprakkale
Toprakkale ((HY) : Թիլ Համտւն, T'il Hamtun; (in arabo تل حمدون‎?, tall ḥamdūn, significato letterale in turco fortezza della terra)  è una città della Turchia, centro dell'omonimo distretto della provincia di Osmaniye.

## Monumenti e luoghi d'interesse
La fortezza armena, costruita in pietra basaltica, che ha dato il nome alla città si trova due chilometri a sud-ovest dell'agglomerato urbano.

## Infrastrutture e trasporti
Toprakkale è un importante nodo stradale e ferroviario, crocevia della Strada europea E90 (Adana-Osmaniye) e della Strada europea E91 (Adana-Alessandretta-Antakya).